# Malick Njie
Malick Njie war Minister für Gesundheit und Soziales (Secretary of State for Health and Social Welfare) des westafrikanischen Staates Gambia.
Malick Njie wurde vom Präsidenten Jammeh am 9. November 2007 als Minister und Nachfolger von Tamsir Mbowe ernannt. Zuvor war er Medizinischer Leiter des Royal Victoria Teaching Hospital (RVTH).
Njie wurde am 25. November 2008 von Mariatou Jallow abgelöst.